# Căn hộ studio

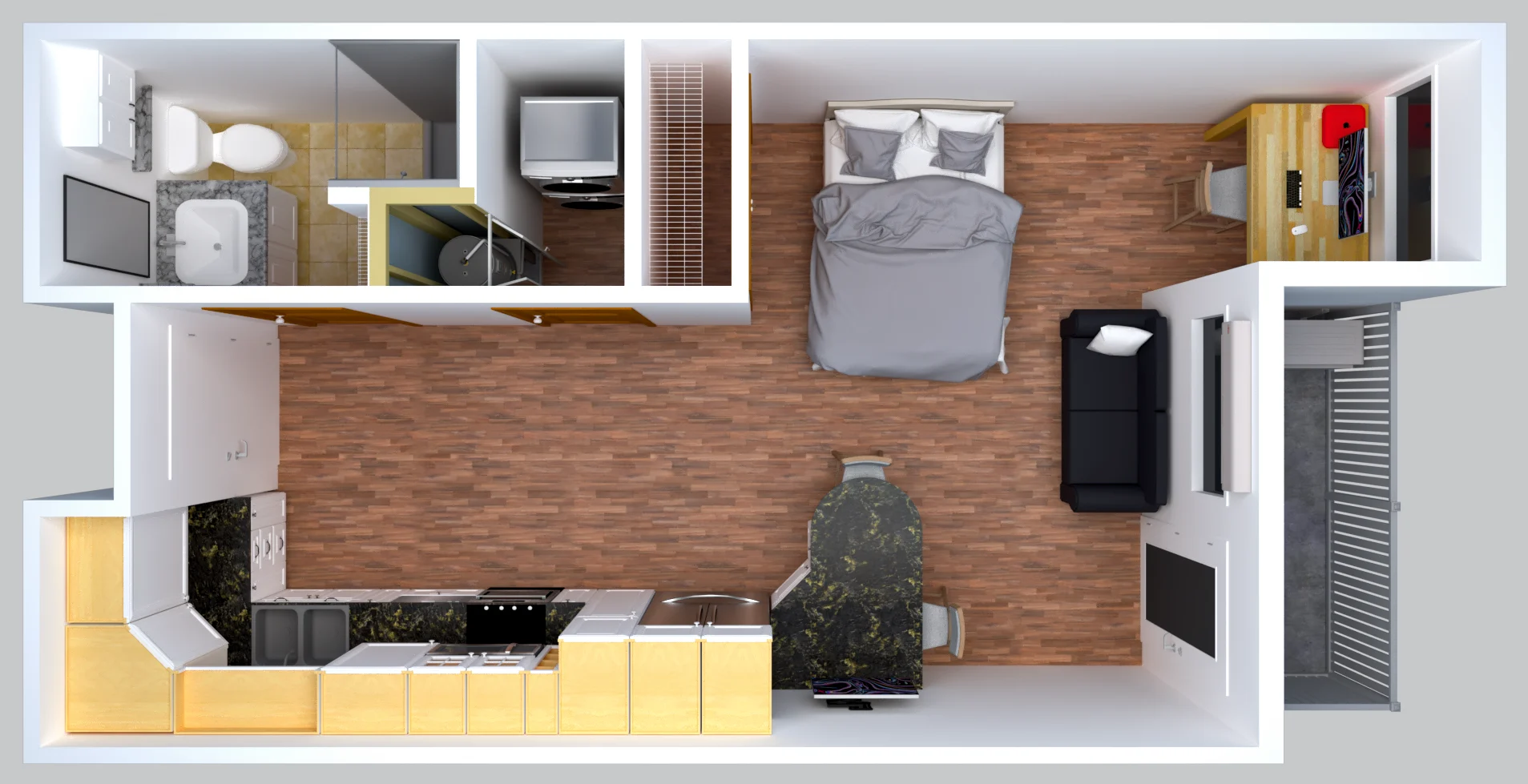
Minh họa một căn studio, giường ngủ được đặt trong không gian sinh hoạt chung

Căn hộ studio, hay gọi tắt là studio, là một dạng căn hộ nhỏ với tiêu chí tiết kiệm diện tích, thông thường toàn bộ khu vực sinh hoạt chính sẽ được thiết kế trong cùng một không gian, bao gồm phòng khách, phòng ngủ và bếp. Studio thường chỉ có một giường ngủ.
Một số studio có thể có thêm nhà vệ sinh riêng kèm bồn tắm, số khác còn thiết kế không gian phụ để chứa đồ. Studio có ưu điểm nhỏ gọn, giá thấp hơn so với kiểu căn hộ ngăn phòng truyền thống, phù hợp với 1-2 người ở.

## Hình ảnh

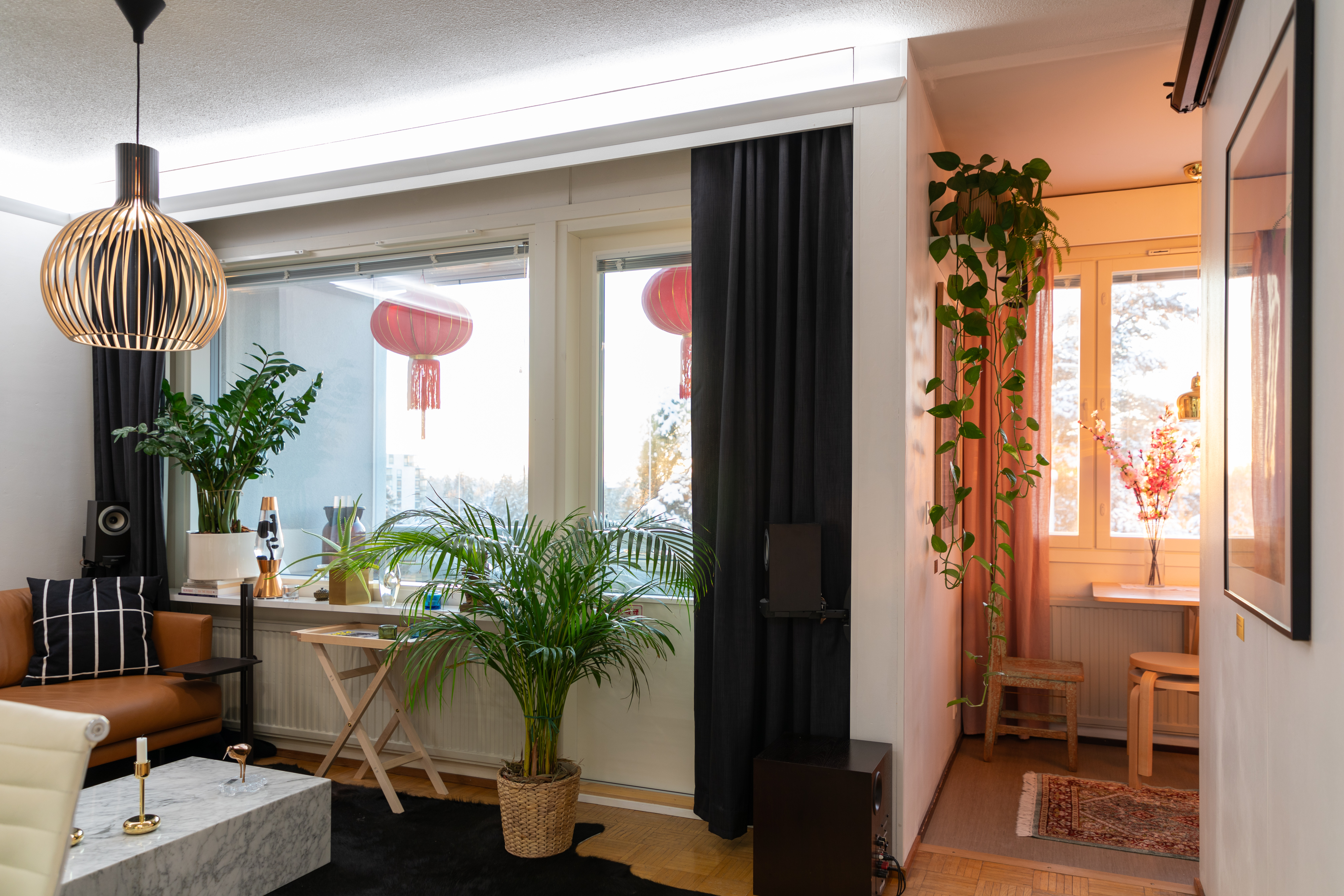
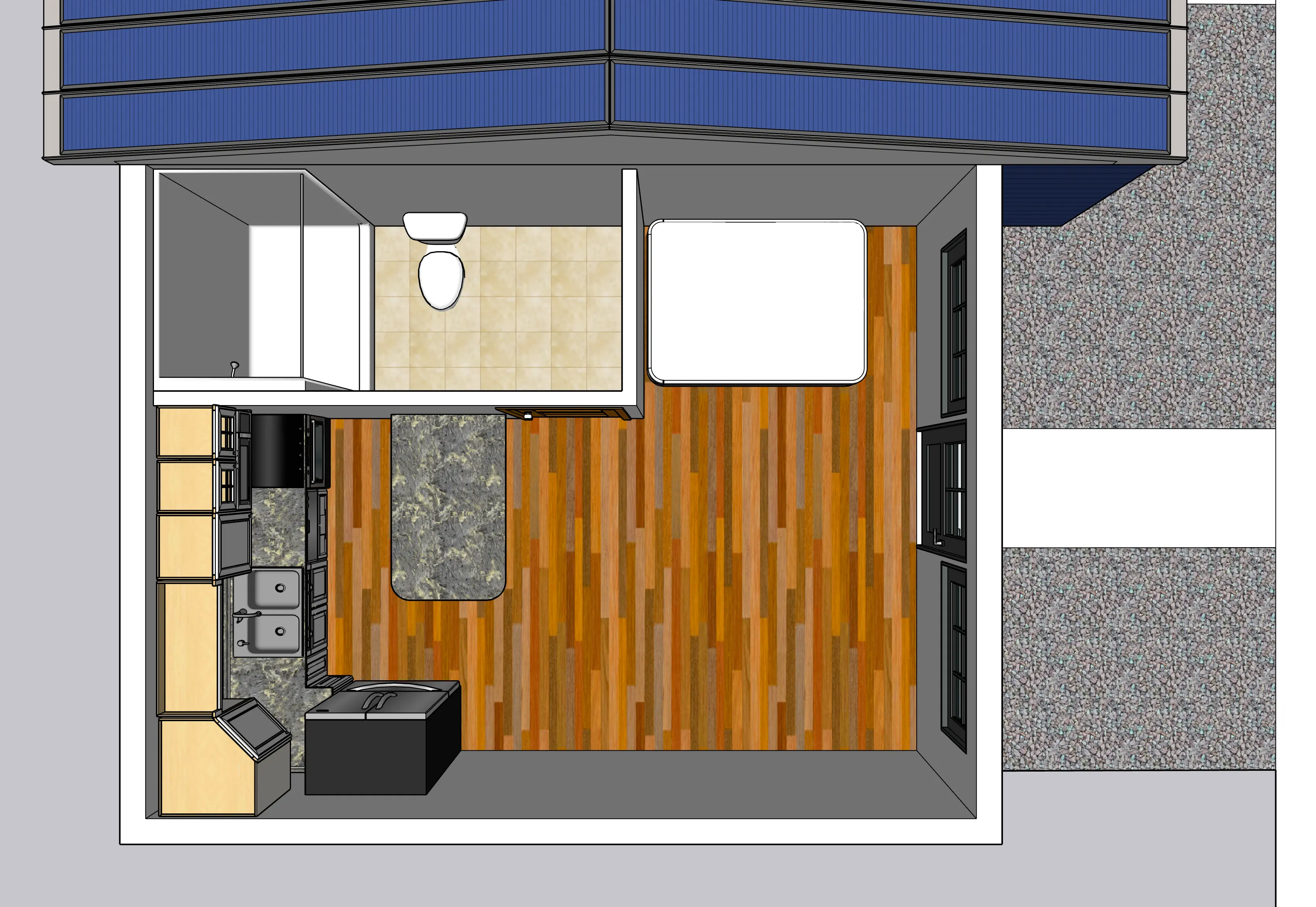